# Adelin Benoît
Adelin Benoît (Châtelet, 12 de mayo de 1900-Châtelet, 18 de junio de 1954) fue un ciclista profesional belga. Sorprendente debutante en el Tour de Francia de 1925, vistió el maillot amarillo 5 días y ganó la etapa de Luchon ("l'étape des quatre cols").

## Palmarés
1920
- 1.º en el Gran Premio François Faber

1923
- Campeón de Bélgica en ruta, categoría independientes
- 1.º en la Bruselas-Lieja

1924
- 1.º en el Circuito de Midi

1925
- Vencedor de una etapa en el Tour de Francia y lleva el maillot amarillo durante 5 etapas

1926
- 1.º en la Burdeos-París
- Vencedor de una etapa en el Tour de Francia

1927
- Vencedor de 2 etapas en el Tour de Francia